# Mea Shearim
Mea Shearim (in ebraico מאה שערים‎?, "cento porte") è uno dei più antichi quartieri ebraici di Gerusalemme. Deriva il suo nome dalla strada principale del quartiere che si chiama appunto rehov (via) Mea Shearim. È popolato da ebrei haredi e fu costruito dai coloni originali del yishùv haYashan. È turisticamente famoso per essere il quartiere ebraico di Gerusalemme popolato esclusivamente da appartenenti alla comunità ebraica haredi e perché vi si respira un'aria da shtetl ebraico dell'Europa Orientale in pieno Medio Oriente.

## Etimologia

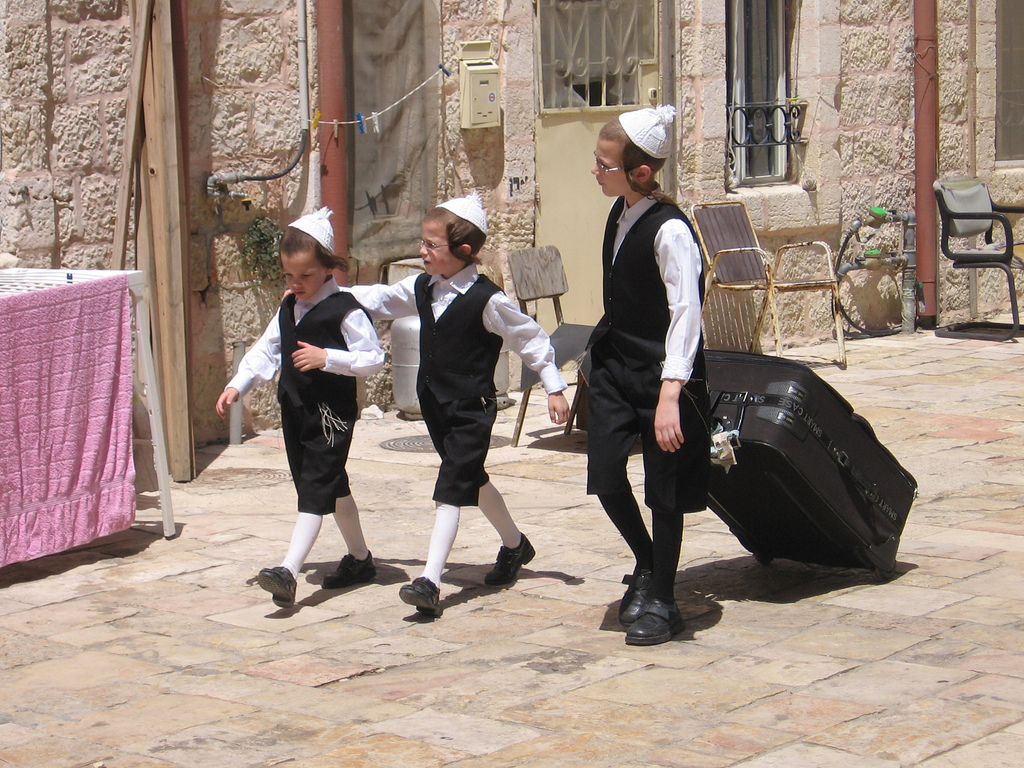
Bambini chassidim, nel 2007

Il nome di Mea Shearim deriva da un versetto della Parashah (Toledot) che è stata letta la settimana in cui l'insediamento fu fondato: "Isacco seminò in quel paese, e trovò in quello stesso anno il centuplo: tanto lo benedisse il Signore. (Bereshit XXVI, 12) (מאה שערים, mea Shearim); Dio aveva benedetto lui "(Genesi 26:12). Secondo una tradizione, il quartiere originariamente aveva cento porte.

## Storia
Mea Shearim è stato fondato nel 1874, secondo insediamento al di fuori delle mura della Città Vecchia, da una società di costruzione di cento azionisti. Mettendo in comune le loro risorse, i membri della società acquistarono un tratto di terra fuori dalla Città Vecchia, che era gravemente sovraffollata e afflitta da scarsa igiene e vi costruirono un nuovo quartiere, con l'obiettivo di migliorare i loro standard di vita. 

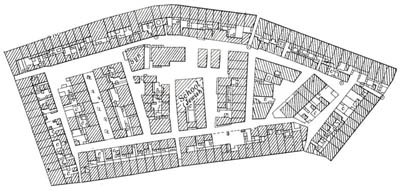
Antica mappa stradale

Conrad Schick, un architetto cristiano e missionario tedesco, ha elaborato il piano stradale di Mea Shearim nel 1846. Joseph Rivlin, uno dei capi della comunità ebraica di Gerusalemme, e un arabo cristiano di Betlemme erano i contraenti. Il lavoro è stato svolto da lavoratori ebrei e non.
Mea Shearim era stato strutturato come un "quartiere cortile". È stato circondato da un muro, con porte che erano chiuse ogni sera. Nell'ottobre 1880, cento appartamenti erano pronti per l'occupazione, e furono assegnati alle rispettive famiglie tramite una lotteria. Entro la fine del secolo, vi erano trecento case, un mulino e una panetteria. Conrad Schick aveva previsto spazi verdi aperti in ogni cortile, ma sono invece state costruite stalle. Mea Shearim è stato il primo quartiere di Gerusalemme ad avere le luci nelle strade.

## Società
Oggi, Mea Shearim è un'isola nel cuore di Gerusalemme. Essendo la sua popolazione composta unicamente da haredim, le strade ricordano uno shtetl dell'Europa Orientale. La vita ruota attorno alla stretta osservanza dell'halakhah, la preghiera e lo studio dei testi sacri. Gli abitanti del quartiere vestono secondo le regole della tzniut (modestia secondo i canoni dell'halakhah con varianti in base al gruppo di appartenenza (chassidim, litaim ecc.); le donne in particolare vestono con gonna almeno fino al di sotto del ginocchio, camicie a maniche lunghe e collo alto e, se sposate, coprono completamente i capelli o con un kissui rosh (copricapo) o con una parrucca. La maggior parte dei residenti parlano yiddish nella loro vita quotidiana.
Varie le chassidut presenti a Mea Shearim tra cui: Breslov, Slonim, Toldois Aharon, Toldois Avrohom Yitzchok, Mishkenos HaRoim, Satmer e Pinsk - Karlin. Il Tribunale Rabbinico di Edah HaChareidis, tra i cui compiti vi è anche quello della supervisione e della certificazione kasher ha la sua sede all'estremità occidentale di Mea Shearim. Rav Yosef Shalom Eliashiv, il posek (autorità halakhica) leader dell'ebraismo lituano, risiedette a Mea Shearim sino alla sua morte avvenuta nel 2012. Anche i quartieri vicini hanno le stesse caratteristiche socio-religiose ed infatti attualmente tutta la zona attorno a "Kikkar HaShabbat", l'incrocio centrale, è un unico grande quartiere Charedì composto dai quartieri di "Gheula" (salvezza),  Zichron Moshe (ricordo di Mosè), Bucharim e Mea Shearim.

### Regole di comportamento del quartiere

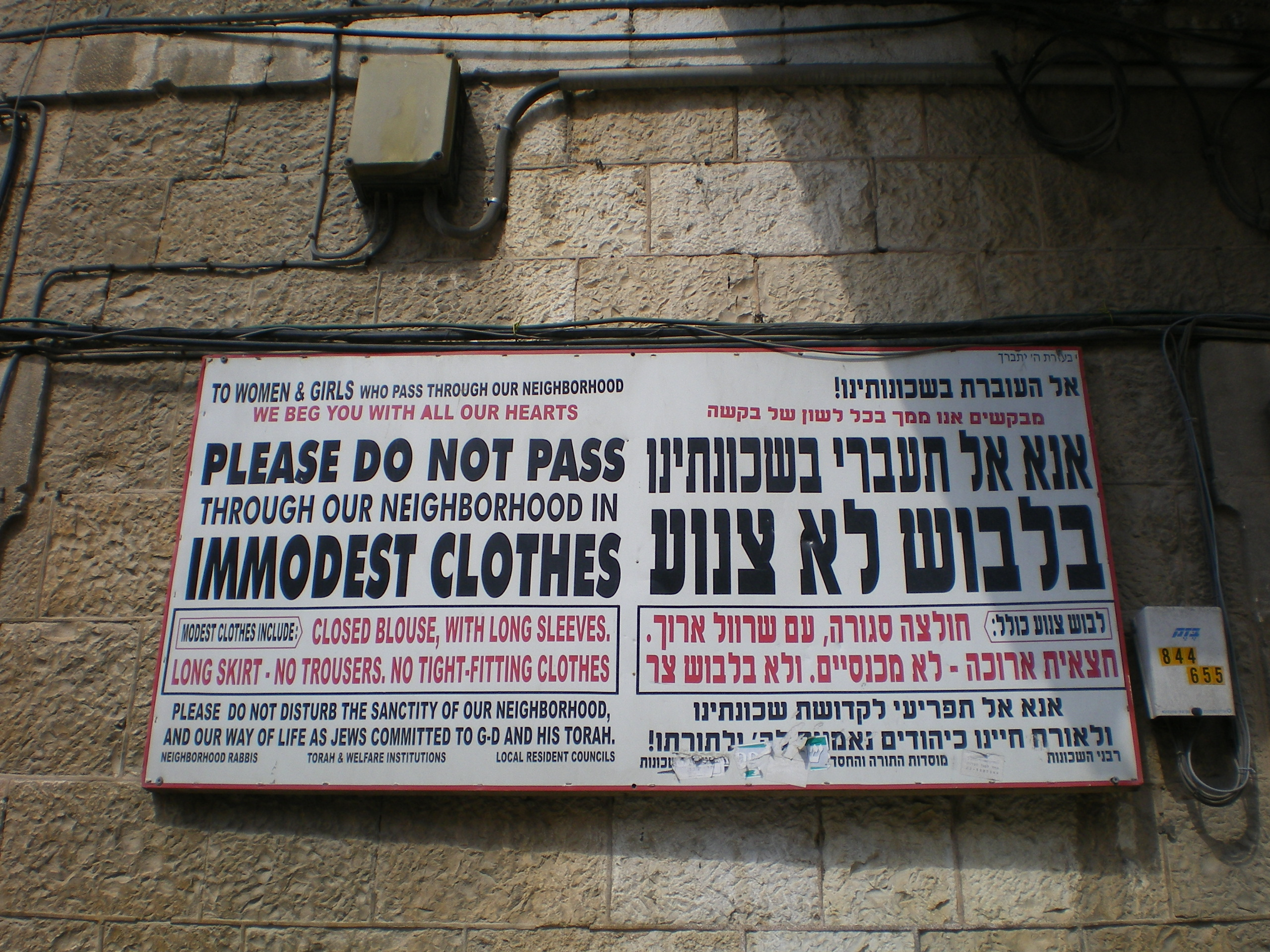
Manifesti che invitano alla "modestia" a Mea Shearim

In tutto il quartiere, soprattutto all'ingresso delle zone più interne e meno turistiche, sono appesi manifesti in inglese ed in ebraico che invitano i turisti a non accedere al quartiere se non si è vestiti in maniera pudica. Quando si visita il quartiere, le donne e le ragazze sono invitate a indossare quello che è considerato un abbigliamento modesto (gonne sino al ginocchio, niente scollature o abiti che mostrino l'ombelico, camicie con maniche lunghe e nel caso di donne sposate si richiede che coprano completamente i capelli o con un fazzoletto o con una parrucca non appariscente). I turisti sono pregati di non arrivare in gruppi numerosi. Durante lo Shabbat (dal tramonto venerdì fino a quando non è completamente buio nella notte di sabato), i visitatori sono invitati ad astenersi dal fumo, dallo scattare fotografie, dalla guida o dall'uso di telefoni cellulari od altri apparecchi elettrici ed elettronici nonché dal porli in vista. Quando si entra in sinagoghe, gli uomini sono invitati a coprire le loro teste e le donne a non entrare nella zona maschile, ma a stare rigorosamente nel matroneo. Non è altresì permesso alle coppie passeggiare mano nella mano. In generale la regola è che si tratta di un quartiere abitato da persone dalla stretta osservanza religiosa ebraica e che dunque qualsiasi comportamento non consono ad un ambiente molto pudico e rispettoso dello Shabbat risulta essere molto sgradito e può portare ad essere aggrediti verbalmente e ad essere cacciati dal quartiere. Gli abitanti del quartiere non gradiscono essere fotografati. È altresì opportuno evitare di mangiare in pubblico durante i giorni di digiuno pubblico (tanit, soprattutto Yom Kippur e Tisha beAv). Le regole anzidette per lo Shabbat valgono anche per tutte le altre festivita ebraiche Shalosh Regalim, Rosh HaShana e Yom Kippur.